# Cenchrus caninus
Cenchrus caninus là một loài thực vật có hoa trong họ Hòa thảo. Loài này được (Reinw. ex Blume) Morrone mô tả khoa học đầu tiên năm 2010.